# ボーダー (2008年の映画)
『ボーダー』（原題: Righteous Kill）は、2008年のアメリカ映画。
ロバート・デ・ニーロとアル・パチーノは、『ヒート』以来2度目の共演。

## ストーリー
ニューヨーク市警察に勤める熱血漢のターク刑事と冷静沈着なルースター刑事は、これまでに多くの悪人を逮捕してきた名コンビだった。そんな2人はある日、凶悪犯罪者ばかりを狙う連続殺人事件に遭遇する。捜査を続けて行くうちに、事件は警察官の犯行ではないかと…。警察署内でも警官の犯行と思われる中、捜査を一緒にしていた若手の警官コンビが、犯人はターク刑事ではないかと、麻薬密売人を利用しておとり捜査を始める。その現場にはターク刑事の相棒、ルースター刑事の姿もあった…。そして事件は意外な結末へと発展していく…。

## キャスト
| 役名                                 | 俳優                               | 日本語吹替 |
| ------------------------------------ | ---------------------------------- | ---------- |
| トム・“ターク”・コワン               | ロバート・デ・ニーロ               | 堀勝之祐   |
| デイヴィッド・“ルースター”・フィスク | アル・パチーノ                     | 山路和弘   |
| スパイダー                           | カーティス・“50セント”・ジャクソン | 西村晃範   |
| カレン・コレッリ                     | カーラ・グギノ                     | 田中敦子   |
| サイモン・ペレス                     | ジョン・レグイザモ                 | 井上剛     |
| テッド・ライリー                     | ドニー・ウォールバーグ             | 里卓哉     |
| ジェシカ                             | トリルビー・グローヴァー           |            |
| ヒンギス警部補                       | ブライアン・デネヒー               | 間宮康弘   |
| シェリル・ブルックス                 | メリッサ・レオ                     |            |
| マーチン・バウム                     | アラン・ブルーメンフェルド         |            |
| エフゲニー・ムガラット               | オレッグ・タクタロフ               |            |
| チャールズ・ランドール               | フランク・ジョン・ヒューズ         |            |
| ジョナサン・ファン・ラッチェンス     | テリー・セルピコ                   |            |
| Dr. チャドレイバー                   | アジェイ・ナイデュ                 |            |
| ジョセフ・キアンキ                   | ジョン・セナティエンポ             |            |

## 逸話
- 『ゴッドファーザー PART II』『ヒート』以来のアル・パチーノとロバート・デ・ニーロの共演作品である。オープニング時の名前のクレジットは『ボーダー』ではデニーロが1番目で、アル・パチーノが2番目である。『ヒート』では2人が同時に映るツーショットシーンがなく、トリック疑惑もささやかれたが、本作ではツーショットシーンがいくつも出てくる。

## 評価
評論家には酷評され、ロッテントマトでは21%の支持率だった。また、タイム誌が選ぶ2008年のワースト映画100で、ワースト9位だった。

### 受賞・ノミネート
第29回ゴールデンラズベリー賞
- ノミネート: 最低男優賞 - アル・パチーノ